# Gothiques d'Amiens
Gothiques d'Amiens (oficiální název organizace Amiens Hockey Elite) je francouzský klub ledního hokeje z Amiens, který hraje nejvyšší francouzskou soutěž Ligue Magnus. Vznikl v roce 1967 v návaznosti na zřízení místního kluziště, nejvyšší ligu hraje od roku 1982. Jméno Gothiques odkazuje na místní gotickou katedrálu. Klubové barvy jsou červená a černá. Domácí stadion nese název Coliséum, jeho kapacita dosahuje 3 400 míst k sezení.
Dvakrát získal titul mistra Francie (v roce 1999 a 2004) a pětkrát se umístil na druhém místě (1989, 1997, 1998, 2003 a 2006).